# Rätjärnen
Rätjärnen är en sjö i Orsa kommun i Dalarna och ingår i Dalälvens huvudavrinningsområde. Sjön har en area på 0,0465 kvadratkilometer och ligger 287,9 meter över havet.

## Delavrinningsområde
Rätjärnen ingår i det delavrinningsområde (677690-144032) som SMHI kallar för Mynnar i Orsasjön. Medelhöjden är 283 meter över havet och ytan är 20,8 kvadratkilometer. Räknas de 6 avrinningsområdena uppströms in blir den ackumulerade arean 58,38 kvadratkilometer. Enån som avvattnar avrinningsområdet har biflödesordning 3, vilket innebär att vattnet flödar genom totalt 3 vattendrag innan det når havet efter 327 kilometer. Avrinningsområdet består mestadels av skog (59 procent), öppen mark (10 procent) och sankmarker (16 procent). Avrinningsområdet har 0,05 kvadratkilometer vattenytor vilket ger det en sjöprocent på 0,2 procent. Bebyggelsen i området täcker en yta av 1,51 kvadratkilometer eller 7 procent av avrinningsområdet.